# Sant Grau d'Anglerill
Sant Grau d'Anglerill és una edificació religiosa que forma part de l'Inventari del Patrimoni Arquitectònic Català de Navès (Solsonès).

## Descripció
Sant Grau d'Anglerill és una església amb trets preromànics, romànics i amb modificacions al segle xviii que podem trobar a Linya. És de planta rectangular i d'una sola nau.

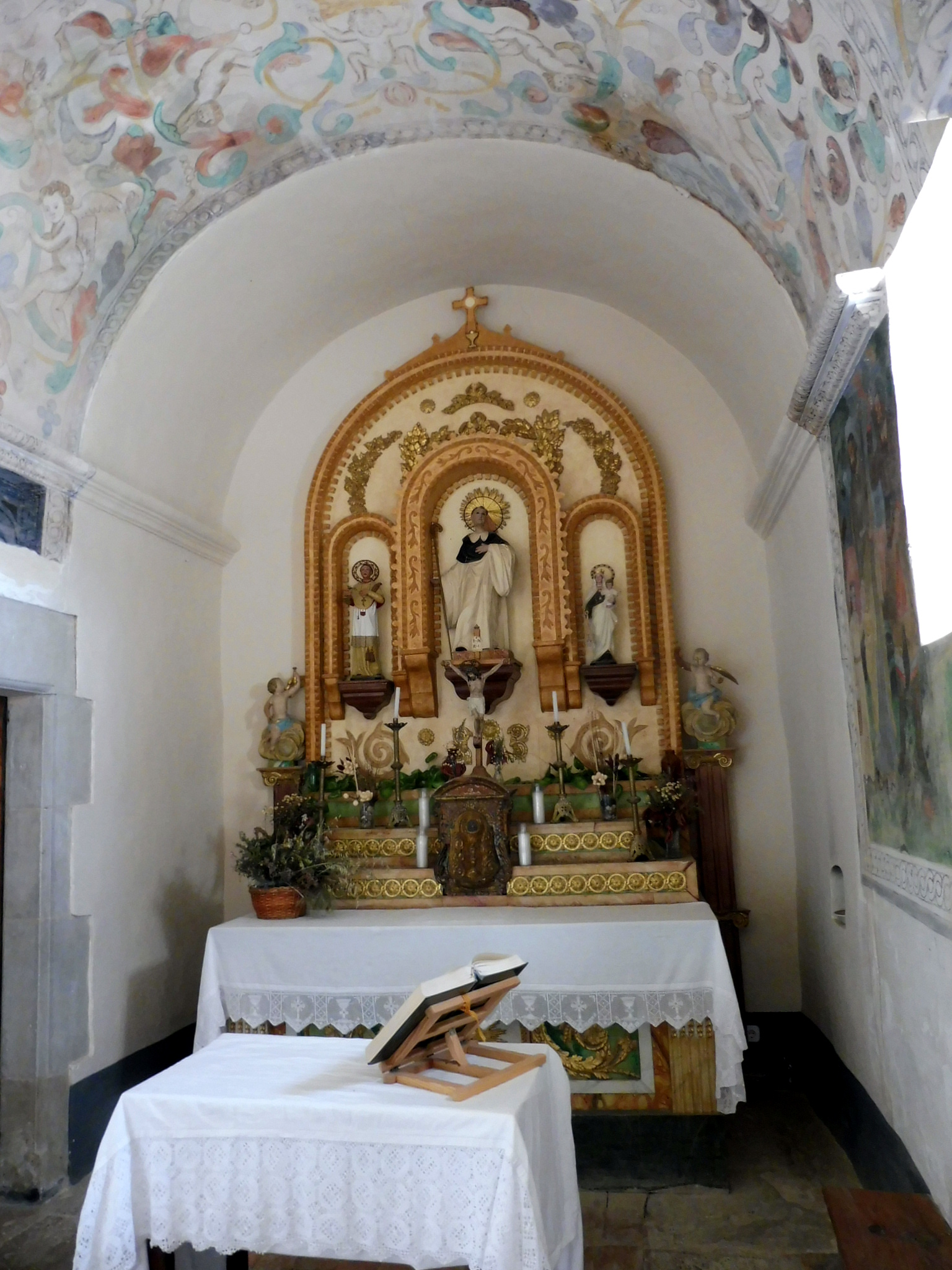
Interior

- Preromànic: En resta la part baixa de les parets i dues finestres en espitllera, una a llevant i l'altra a migdia.
- Romànic: Modificacions. Una finestra de doble esqueixada i un arc monolític a la paret sud.
- Segle XVIII: Nou alçament de parets i allargament de la nau. Es va refer de nou l'arc de la porta, on apareix la data de 1664 i es van obrir noves finestres. La construcció és de parament de carreus irregulars.[1]

### Notícies històriques
L'església de Sant Grau es troba tocant a l'antiga masia d'Anglerill, amb restes de construccions medievals. Té pintures de l'època clàssica en l'interior, recobertes en part per una capa de calç, que representaven animals fabulosos i antigues al·legories, però a principis de segle van ser tapades, per considerar-les irreverents. L'església de Sant Grau d'Anglerill, era sufragània de l'església de Sant Martí de Vilapedrers.